# Le Bousquet-d'Orb
Le Bousquet-d'Orb är en kommun i departementet Hérault i regionen Occitanien i södra Frankrike. Kommunen ligger i kantonen Lunas som tillhör arrondissementet Lodève. År 2022 hade Le Bousquet-d'Orb 1 594 invånare.

## Befolkningsutveckling
Antalet invånare i kommunen Le Bousquet-d'Orb
Referens:INSEE